# Castillo de Palau Sabardera
El Castillo de Palau Sabardera (del catalán: Castell de Palau-saverdera) es un monumento histórico del municipio de Palau Sabardera de la comarca catalana de la Alto Ampurdán en la provincia de Gerona declarado Bien cultural de interés nacional. 
Está situado en el casco antiguo de la población delimitado por la plaza Mayor y la calle de Puigmal. Fue construido durante el siglo XV por la familia Vilamarí, en sustitución de un castillo más antiguo. Actualmente se conserva parte del recinto amurallado y de las torres angulares, dos de planta cilíndrica y una de planta cuadrada, denominada «Torre de las Horas». Tiene estructura ataludada y fue utilizado como prisión y como torre de vigilancia. En un lado está el escudo de los Vilarig, señores del castillo durante el siglo XVI.

## Historia
El castillo se construyó a principios del siglo XV durante el mandato de los Vilamarí, para sustituir el antiguo castillo ubicado entre la calle del Rall y can Mericano, aunque la Torre de las Horas ya existía previamente dado que posiblemente formaba parte de la primitiva red defensiva. El año 1411, cuando Ramon Sagarriga era el propietario, fue ocupado por el ejército de Juan de Vilamarí. En el 1462 el castillo albergó toda la población local con el fin de protegerlos durante el asedio en la Guerra civil catalana.
Los Vilarig accedieron al dominio del castillo de Palau Saverdera a mediados del siglo XVI, no se sabe por qué camino. Se encuentra como señor a Jofre de Vilarig y de Setantí, varón de Siurana y caballero de la orden de Santiago, que testó en 1557 a favor de su hijo Francisco. Su nieta Isabel de Vilarig-Cruïlles y de Sinisterra, que testó en 1614, se casó con Francisco de Lanuza-Montbui i de Grimau, barón de Monbui y de Llers y señor de Ceret.
Alrededor del inicio del siglo XVII, el castillo fue arrendado a diferentes masoveros, asegurándose así tanto el provecho económico como la conservación del inmueble. Durante este periodo se introdujeron varias reformas del edificio como la disminución de la altura de las dos torres circulares construyendo un tejado y dando su utilización a una como pajar y la otra como cámara. Por otro lado la torre de levante ya había sido derribada previamente. Otras partes del edificio, como es el caso de la prisión, continuaron teniendo uso hasta el siglo XIX.
Durante el año 1845, la heredad del castillo pasó a manos de Ramón Viussà, vecino de Montmajor, en el término de San Juan de Closes. En 1912 fue adquirido por Isidro Paltrer Noy, un palauense dedicado a la docencia en Gerona. Siete años más tarde fue comprado por Tomás Corcoll Vehí, nacido en la masía Ventós y marido de Rosa Turró Parxés. Dado que este matrimonio no tuvo descendencia fue heredado por el Dr. Roca, médico local en Palau.

## Descripción
Se conservan tres de las cuatro torres esquineras que delimitaban el perímetro del recinto fortificado, el cual era rectangular. La más destacable es la «torre de las Horas», de planta cuadrada y construida con piedra sin desbastar (granito y pizarra) ligada con mortero, con las hiladas totalmente irregulares. La torre mide unos catorce metros de altura por unos cuatro metros y medio de ancho, y se encuentra un poco ataludada en la parte inferior. El coronamiento, rehecho con posterioridad, es almenado y acabado con azulejos de ladrillo planos. Algunas almenas están construidas en piedra, mientras que otras han sido restituidas y revocadas. Actualmente, en este espacio se ubica la campana del reloj. En la fachada que da a la plaza, la torre tiene una pequeña puerta de arco escarzano, con el dintel realizado con guijarros y un reloj enmarcado en la parte superior de la fachada. En cambio, en la fachada sur sólo hay una pequeña ventana de apertura cuadrada.
La torre tiene adosado por el lado este un pequeño cuerpo construido con piedra y con la cubierta a una vertiente de teja. Se encuentra alineado con la fachada este de la torre y la única abertura presente es una ventana de apertura rectangular, probablemente posterior, con las jambas y el dintel construidos con ladrillos a canto. Este pequeño cuerpo está adosado a la parte delantera de una larga crujía de planta rectangular, con la cubierta a dos vertientes de teja, dispuesta en la parte posterior de la torre. La fachada que da al torrente se encuentra enlucida y pintada de blanco. Destacan las aperturas de la primera planta, todas rectangulares y con guardapolvo moldurado sostenido por ménsulas. La puerta tiene salida a un balcón corrido con barandilla de hierro y piso sostenido por bovedillas. En la fachada oeste se localiza una de las torres circulares del recinto, construida con piedra y cubierta con tejado a una vertiente de teja. En la fachada que da a la plaza, con paramento de piedra vista, el edificio conserva una ventana de apertura cuadrada con dintel de piedra y, en la esquina este, el escudo de piedra de los Vilarig.
La otra torre circular está ubicada más al oeste, con acceso desde la calle Puigmal número 2 y cuenta con las mismas características constructivas que la anterior. Las tres torres, junto con los edificios que actualmente las unen, forman un recinto más o menos rectangular, que probablemente corresponde a la misma planta original del castillo. La actual fachada en la plaza Mayor se encuentra absolutamente transformada por los edificios construidos a mediados del siglo XX. El escudo heráldico presente en la fachada de la plaza se encuentra esculpido en piedra caliza y representa el emblema de los Vilarig. Hay representado un escudo de siete fajas en zigzag, acompañado por un caballero con yelmo rodeado de motivos ornamentales, en relieve.